# Encino (Kolumbia)
Encino – miasto w Kolumbii, w departamencie Santander.